# Fiorenzo
Fiorenzo ist ein männlicher Vorname. 

## Herkunft und Bedeutung
→ Hauptartikel: Florentin
Er ist eine italienische Variante des Namens Florentius: „blühend“.

## Bekannte Namensträger
- Fiorenzo Abbondio (1892–1980), Schweizer Bildhauer
- Fiorenzo Angelini (1916–2014), italienischer Kurienkardinal der römisch-katholischen Kirche
- Fiorenzo Bava Beccaris (1831–1924), italienischer General
- Fiorenzo Carpi (1918–1997), italienischer Komponist und Pianist
- Fiorenzo Facchini (* 1929), italienischer Anthropologe und Paläoanthropologe
- Fiorenzo di Lorenzo (um 1440–1522), italienischer Maler
- Fiorenzo Magni (1920–2012), italienischer Radrennfahrer
- Fiorenzo Marini (1914–1991), italienischer Degenfechter
- Florentio Maschera (* um 1540; † um 1584), italienischer Komponist und Organist der Spätrenaissance
- Fiorenzo Stolfi (* 1956), san-marinesischer Politiker